# Michele Abbate (politico 1950)
Michele Antonio Abbate (Caltanissetta, 14 novembre 1950 – Caltanissetta, 7 maggio 1999) è stato un politico italiano.
Ha ricoperto la carica di sindaco di Caltanissetta dal 1997 fino al giorno del suo assassinio, avvenuto il 7 maggio 1999.

## Biografia
Medico di professione, esordì nel consiglio comunale di Caltanissetta nel 1993 quando risultò il più votato tra i candidati presentatisi sotto la lista civica Patto per la città. Lo stesso anno venne eletto presidente del consiglio comunale, carica dalla quale si dimise nel 1995.
Abbate fu eletto sindaco di Caltanissetta nel dicembre del 1997, come candidato del centro-sinistra nelle file dell'Ulivo, battendo il candidato del centro-destra Raimondo Maira e succedendo a Giuseppe Mancuso. Negli ultimi mesi della sua vita si era iscritto ai Democratici di Sinistra. Fu il primo sindaco di sinistra dopo quasi cinquant'anni di amministratori democristiani e la parentesi missina di Mancuso.

## L'omicidio

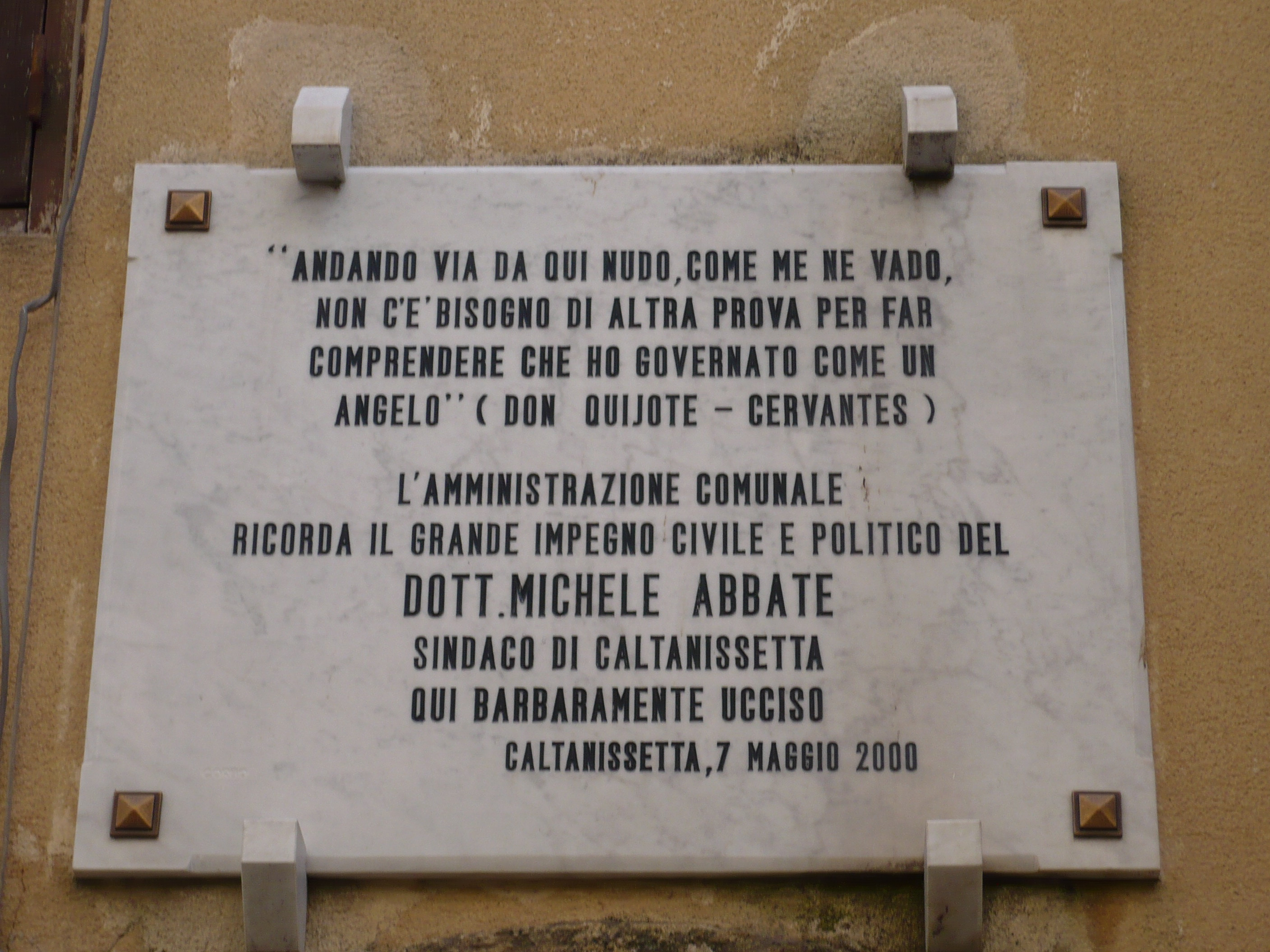
Lapide in memoria di Michele Abbate

La sera del 7 maggio 1999, intorno alle 18.25, Abbate fu accoltellato davanti all'ingresso dello studio in cui esercitava la professione di medico, in via Consultore Benintende, da un ignoto che si diede alla fuga. Morì poco dopo nel reparto di rianimazione dell'ospedale Sant'Elia a causa delle ferite riportate all'addome e al torace. Uno dei primi a soccorrerlo fu l'amico e futuro sindaco Salvatore Messana, che lavorava nella propria farmacia nelle vicinanze dello studio di Abbate.
Al funerale, celebrato presso la chiesa di Sant'Agata al Collegio il successivo 9 maggio, parteciparono circa diecimila persone.
Sebbene in un primo momento si fosse speculato su un movente mafioso, dopo pochi giorni le indagini si concentrarono su Antonio William Pilato, un ventiduenne disoccupato che la sera dell'omicidio aveva preso appuntamento presso lo studio di Abbate, e che confessò otto giorni dopo l'omicidio. L'assassino, proveniente da una famiglia disagiata, era già conosciuto da Abbate, il quale lo aveva aiutato in diverse occasioni, anche prima di diventare sindaco; negli ultimi tempi arrivò a perseguitarlo e a minacciarlo di morte, minacce che però il sindaco non aveva preso sul serio.
Per questo episodio, Pilato fu condannato a trent'anni di carcere, pena confermata in appello.